# Amir Wilson
Amir Wilson (6 februari 2004) is een Brits acteur.
Hij is bekend van zijn rollen als Will Parry in de BBC-reeks His Dark Materials, Tiuri in de Netflix-reeks The Letter for the King en Dickon in de film The Secret Garden.

## Filmografie
| Jaar      | Titel                     | Rol        | Opmerkingen |
| --------- | ------------------------- | ---------- | ----------- |
| 2018      | Special Delivery          | Josh       | Kortfilm    |
| 2019      | The Kid Who Would Be King | Boy        |             |
| 2019–2022 | His Dark Materials        | Will Parry | Hoofdrol    |
| 2020      | The Letter for the King   | Tiuri      | Hoofdrol    |
| 2020      | The Secret Garden         | Dickon     |             |

## Theater
| Jaar | Titel                                    | Rol                   | Opmerkingen                      |
| ---- | ---------------------------------------- | --------------------- | -------------------------------- |
| 2015 | The Lion King                            | Jonge Simba (gedeeld) | Lyceum Theatre, Londen           |
| 2017 | The Secret Diary of Adrian Mole Aged 13¾ | Nigel                 | Menier Chocolate Factory, Londen |